# Gottfried Graf von Bismarck-Schönhausen
Gottfried Graf von Bismarck-Schönhausen (29. ožujka 1901. – 14. rujna 1949.), njemački političar i figura njemačkog otpora, unuk kancelara Otta von Bismarcka.
Bio je član nacističke partije i 1933. Reichstag ga je kandidirao za nacističkog člana. 1935. postaje predsjednik regionalnog vijeća u Stettinu, a kasnije isto u Potsdamu. Bio je prijatelj vođe SS-a Heinricha Himmlera i do 1944. zadržao je čin Brigadeführera u SS-u.
Od 1942. Bismarck je bio opozvan iz rata, i postavio je kontakt s drugim pripadnicima njemačke aristokracije koji su radili protiv nacističkog režima. To su bili šef berlinske policije Wolf-Heinrich Graf von Helldorf, pukovnik Claus Graf von Stauffenberg i general Friedrich Olbricht s ciljem da naprave pregovore s zapadnim Saveznicima. On je bio svjestan da oni spremaju urotu koja je rezultirala neuspješnim pokušajem atentata na Adolfa Hitlera 20. lipnja 1944. iako nije bio direktno umiješan u urotu.
Nakon neuspjeha urote Bismarckove veze s urotnicima su otkrivene. Bio je izbačen iz SS-a i iz Reichstaga. Zbog poznatog imena i mnogih moćnih veza nije dijelio sudbinu drugih urotnika. Nije uhićen do kolovoza i nije bio mučen. U listopadu je bio službeno optužen, i poslan u sachsenhausenski koncentracijski logor, gdje su s njim relativno dobro postupali. Oslobodile su ga Sovjetske snage u travnju 1945. U rujnu 1949. poginuo je u automobilskoj nesreći blizu Bremena.